# Maksymilian Stanulewicz
Maksymilian Paweł Stanulewicz (ur. 20 sierpnia 1972 w Wałbrzychu) – polski prawnik, doktor habilitowany nauk prawnych. Profesor na Wydziale Prawa i Administracji UAM w Poznaniu.

## Życiorys
Studia prawnicze ukończył na Wydziale Prawa i Administracji UAM w 1996 i rozpoczął pracę na tej uczelni. W 2002 otrzymał stopień doktorski na podstawie pracy pt. Sądy i prawo w powstaniu styczniowym, napisanej pod kierunkiem prof. Krzysztofa Krasowskiego. Habilitował się w 2015 na podstawie oceny dorobku naukowego i rozprawy pt. Państwo wobec problemu własności nieruchomości Kościoła Rzymskokatolickiego w Polsce w XX w. Studium historyczno-prawne. Pracuje w Zakładzie Badań nad Ustrojem Państwa Wydziału Prawa i Administracji UAM. 
Specjalizuje się w historii państwa i prawa, historii ustroju Polski, historii Kościoła oraz w prawie konstytucyjnym i wyznaniowym. Członek Polskiego Towarzystwa Prawa Wyznaniowego. Redaktor naczelny „Czasopisma Prawno-Historycznego”.

## Publikacje
- Sądy i prawo w powstaniu styczniowym, Wydawnictwo Poznańskie 2005, ISBN 83-7177-253-X (doktorat)
- Zarys dziejów Wydziału Prawa Uniwersytetu w Poznaniu, 1919-2004, Poznań 2004 (współautor)
- Reforma rolna jako próba regulacji stosunków agrarnych w Polsce. Koncepcje i próby ich realizacji latach 1918-1944 [w:] Reformy rolne w Polsce międzywojennej i powojennej, pod red. E. Borkowskiej-Bagieńskiej i W. Szafrańskiego, Poznań 2007
- Marian Zygmunt Jedlicki. Tłumacz Thietmara, Wydawnictwo Poznańskie 2006, ISBN 83-7177-319-6
- Państwo wobec problemu własności nieruchomości Kościoła Rzymskokatolickiego w Polsce w XX w. Studium historyczno-prawne, Wydawnictwo Polskiej Prowincji Dominikanów W Drodze 2013, ISBN 978-83-7033-893-0 (habilitacja)
- ponadto artykuły publikowane w czasopismach prawniczych, m.in. w "Rzeczpospolitej", „Czasopiśmie Prawno-Historycznym", „Palestrze", „Humanistycznych Zeszytach Naukowych – Prawa człowieka" oraz „Wojskowym Przeglądzie Prawniczym”[1][4][5][6]